# Колоколо
 Тази статия е за вида котки.  За разреда торбести вижте Чилийски опосуми.  
Пампасна котка пренасочва насам.  За други значения вижте Пампасна котка (пояснение).
Колоколо (Leopardus colocolo), известна като пампасна котка, е слабо проучен дребен хищник от семейство Коткови разпространен в Южна Америка на запад от Андите и в Аржентина.

## Общи сведения
Колоколо е дребна котка с дължина на тялото 55-70 см. и тегло 3-7 кг. Окраската ѝ варира от сиво до жълтеникаво или тъмнокафяво и е изпъстрена с тъмни петна и ивици.
Предполага се, че ловува нощем и предимно на земята, като нейна жертва стават дребни бозайници и птици.
Обикновено ражда 2 малки. Продължителността на живота ѝ е между 9 и 16 години.
Трудно се поддава на опитомяване и живота на затворено не ѝ понася.

## Таксономия
Няколко вида южноамерикански котки, сред които и този, се отделяха в род Oncifelis (виж Котка на Жофруа и Кодкод). Пампасните котки (Oncifelis colocolo) от своя страна след скорошни таксономични промени бяха разделени на три отделни вида:
- Leopardus colocolo – Колоколо
- Leopardus pajeros – Пампасна котка
- Leopardus braccatus – Пантаналска котка

## Природозащитен статус
Пампасните котки са вписани в Червения списък на световнозатрашените видове на IUCN като потенциално застрашени.